# Anania chekiangensis
Anania chekiangensis är en fjärilsart som beskrevs av Eugene Gordon Munroe och Akira Mutuura 1969. Anania chekiangensis ingår i släktet Anania och familjen gräsmott, Crambidae. Inga underarter finns listade i Catalogue of Life.